# Fałszywa blokada
Fałszywa blokada (ang. false deadlock) – określony sposób wykrycia nieistniejącego w danej rzeczywistości cyklu w grafie przydziału zasobów w określonym systemie rozproszonym, które wynikają z różnego typu opóźnień w nadchodzeniu do danego koordynatora komunikatów z określonymi informacjami cząstkowymi dotyczącymi cyklu z określonego grafu.